# Chironomus bonus
Chironomus bonus är en tvåvingeart som beskrevs av Shilova 1974. Chironomus bonus ingår i släktet Chironomus och familjen fjädermyggor. Inga underarter finns listade i Catalogue of Life.